# Banco del Giro

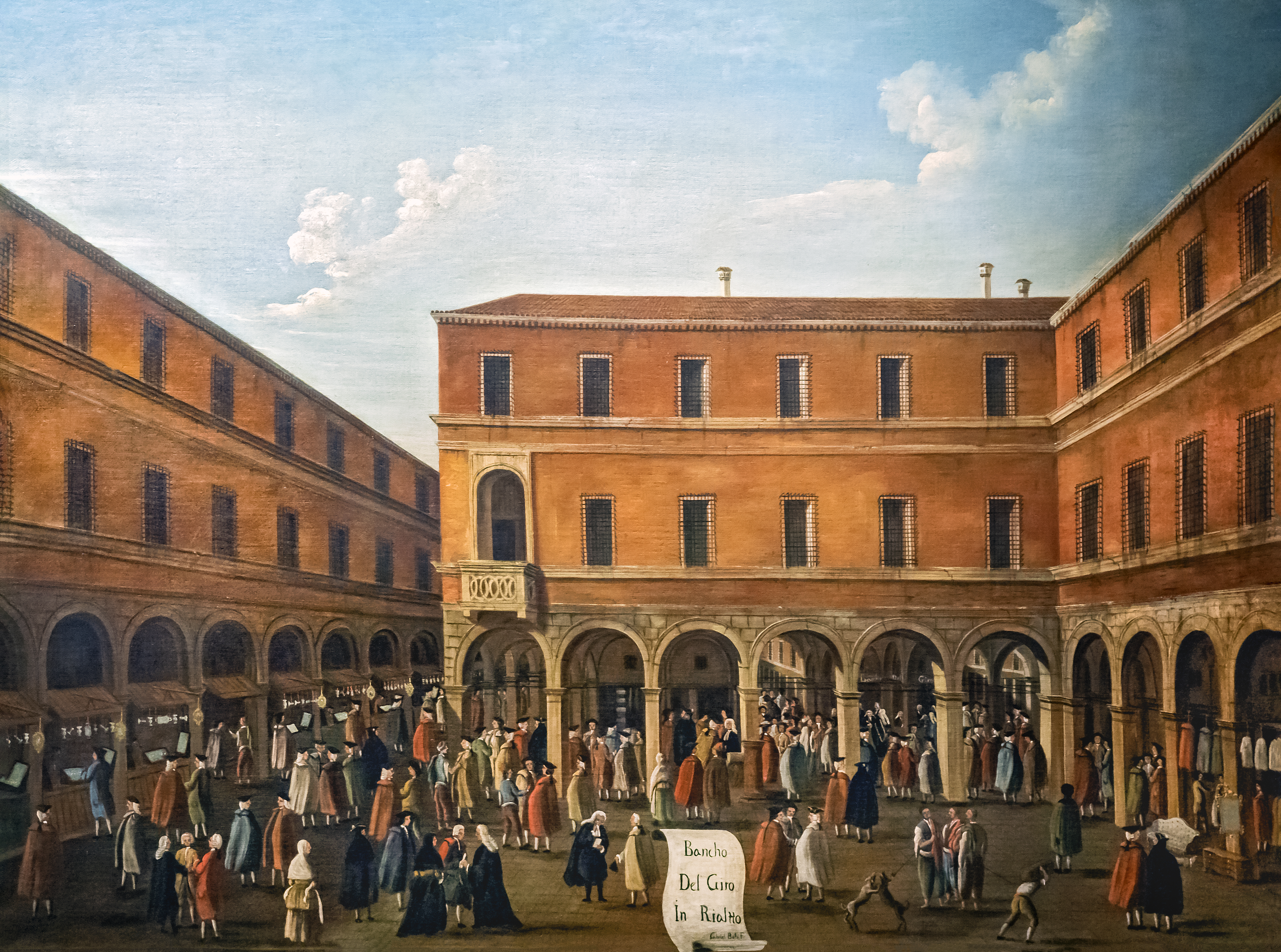
Banco del Giro in Venetië

De Banco del Giro (1587-1806) was een gemengd private-publieke bankinstelling van de republiek Venetië. De bank overleefde de val van de republiek (1797) met enkele jaren nog.
Het belang van de Banco del Giro voor de republiek Venetië is te vergelijken met andere grote banken in Italiaanse vorstendommen, zoals daar waren de Banco di Sant’Ambrogio in het hertogdom Milaan, de Banco al Monte di Pietà e all’ Ospedale della Santa Casa dell’Annunziata in het koninkrijk Napels, de Banco di San Giorgio in de republiek Genua of de Banco all’Ospedale del Santo Spirito in de Pauselijke Staat.
De Banco del Giro behandelde deposito’s van klanten en van de staat. De eigenaar ontving hiervoor een schuldbrief of cheque vanwege de bank; hierdoor moest deze niet meer rondlopen met munten en edelmetalen op zak. De bank betaalde rentes aan hun klanten met deposito’s. Ook verleende de Banco del Giro leningen, met name aan de handelaars in de wijk Rialto waar de bank gelegen was. Het overheidsgeld van de republiek bevond zich bij de Banco del Giro, die het staatsmonopolie had.

## Namen
- Banco del Giro, of kortweg Banco Giro
- Banco del Ziro: naam in het Venetiaans
- Banco della Piazza di Rialto : de oudste naam in de 16e eeuw
- Bank of Venise: term gebruikt door de Britse vloot

## Historiek

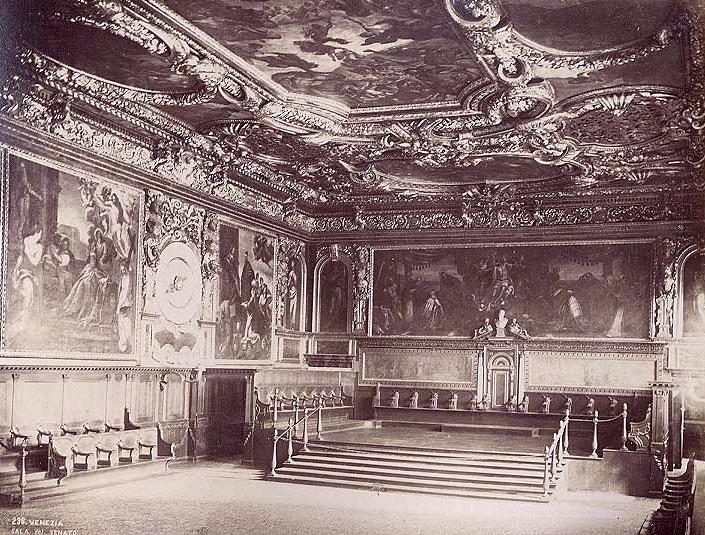
Zaal van de Senaat in het dogepaleis

In de jaren 1300 waren er enkele initiatieven geweest van private bankiers in Venetië. Deze banken gingen failliet omwille van insolvabiliteit; Venetiaanse kolonisten en handelaars hadden nochtans nood aan handige betalingsmiddelen. Om het vertrouwen in het bankwezen te herstellen richtte de Venetiaanse republiek van staatswege een bank op (1587). De oorspronkelijke naam was Banco della Piazza di Rialto, genoemd naar de wijk en het plein in Venetië waar de bank gehuisvest was. 
In 1619 werd de bank een staatsinstelling waarbij de staat garant stond voor financieel verlies bij een eventueel faillissement. Drie senatoren van de Senaat van Venetië zetelden voortaan in de raad van bestuur; een van hen was bankdirecteur met de titel van depositarius (Latijn) of depositario (Italiaans). Na een fusie met de gerenommeerde Banco del Giro (1637) bleef de naam Banco del Giro bestaan.
Naar het einde van de 17e eeuw vonden de cheques van de Banco del Giro aanvaarding in brede kringen in Europa, ook bij andere banken. Nochtans viel het in de 17e eeuw voor dat, omwille van de oorlogen waarin Venetië zat, de loketten gesloten waren. De term in het Italiaans was Chiusure della cassa of sluiting van de kassa. De republiek wou hiermee vermijden dat klanten hun deposito kwamen ophalen in de Banco del Giro.
Na de val van de republiek Venetië door de Vrede van Leoben (1797), waren Oostenrijk en het Heilige Roomse Rijk niet geïnteresseerd in de activiteiten van de Banco del Giro. In 1800 bevroren ze alle bankactiviteiten. Toen Venetië deel uitmaakte van het Napoleontische koninkrijk Italië doekten de Fransen de Banco del Giro op (1806). Alle tegoeden werden geliquideerd.